# Erica erigena
Erica erigena là một loài thực vật có hoa trong họ Thạch nam. Loài này được R.Ross mô tả khoa học đầu tiên năm 1969.

## Hình ảnh

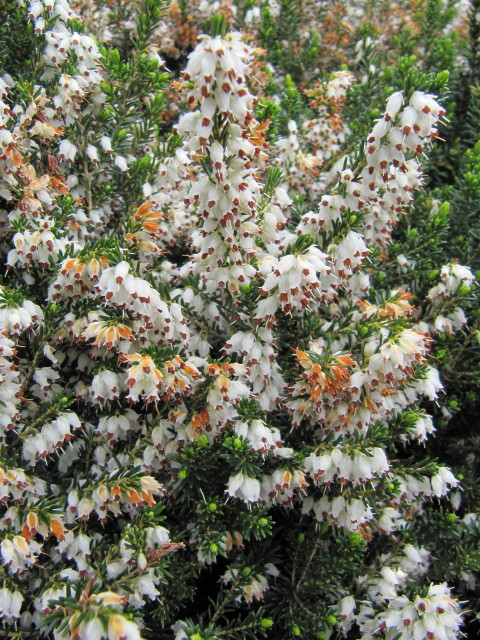